# Rochemaure (tổng)
Tổng Rochemaure là một tổng của Pháp nằm ở tỉnh Ardèche trong vùng Rhône-Alpes.
Tổng này được tổ chức xung quanh Rochemaure ở quận Privas. Độ cao biến thiên từ 55 m (Rochemaure) đến 711 m (Saint-Pierre-la-Roche) với độ cao trung bình là 221 m.

## Hành chính
| Giai đoạn | Ủy viên       | Đảng | Tư cách               |
| --------- | ------------- | ---- | --------------------- |
| 1994-2001 | Jacques Nodin | DVD  | Thị trưởng Rochemaure |
| 2001-2008 | Robert Cotta  | PCF  | Thị trưởng Cruas      |
| 2008-2014 | Robert Cotta  | PCF  | Thị trưởng Cruas      |

## Các đơn vị hành chính
Le canton de Rochemaure bao gồm 7 xã với dân số 6 518 người (điều tra năm 1999, dân số không tính trùng).
| Xã                       | Dân số | Mã bưu chính | Mã insee |
| ------------------------ | ------ | ------------ | -------- |
| Cruas                    | 2 400  | 07350        | 07076    |
| Meysse                   | 1 098  | 07400        | 07157    |
| Rochemaure               | 1 870  | 07400        | 07191    |
| Saint-Martin-sur-Lavezon | 395    | 07400        | 07270    |
| Saint-Pierre-la-Roche    | 46     | 07400        | 07283    |
| Saint-Vincent-de-Barrès  | 605    | 07210        | 07302    |
| Sceautres                | 104    | 07400        | 07311    |

## Thông tin nhân khẩu
| 1962                                                     | 1968  | 1975  | 1982  | 1990  | 1999  |
| -------------------------------------------------------- | ----- | ----- | ----- | ----- | ----- |
| 4 045                                                    | 4 466 | 4 011 | 5 665 | 5 948 | 6 518 |
| Nombre retenu à partir de 1962 : dân số không tính trùng |       |       |       |       |       |